# Jamadera Kóicsi
Jamadera Kóicsi (山寺 宏一, Yamadera Kōichi, Mijagi, 1961. Június 17. –) japán szeijú, színész.

## Szerepek

### TV Anime
- Cowboy Bebop (Spike Spiegel)
- Ranma ½ (Hibiki Rjóga)
- A Bosco léghajó kalandjai (Nyesi)
- Neon Genesis Evangelion (Kaji Rjóji)
- Dokkiri Doctor (Doctor Haruka Nishikikóji)
- Donkey Kong Country (Donkey Kong)
- Ghost in the Shell: Stand Alone Complex (Togusa)
- Ghost in the Shell: S.A.C. 2nd GIG (Togusa)
- Madō King Granzort (Shaman)
- Mermaid Saga (Yūta)
- One Piece (Donquixote Rosinante/Corazon)
- Dragon Ball Super (Beerus)

### OVA
- Ghost in the Shell: S.A.C. Solid State Society (Togusa)
- Saiyūki (Sha Gojyo)
- OZ (Ordis Nate)
- Queen Emeraldas (Ōyama Tochirō)

### Animációs film
- Appleseed Ex Machina (Briareos Hecatonchires)
- Char's Counterattack (Gyunei Guss)
- Ghost in the Shell (Togusa)
- Ghost in the Shell: Innocence (Togusa)
- Kiki – A boszorkányfutár (pék)
- Ninja Scroll (Kibagami Jūbee)
- Paprika (Osanai Morio)
- Dragon Ball Z: Istenek harca (Beerus)
- Dragon Ball Z: F, mint feltámadás (Beerus)
- Pokémon 2000 – Bízz az erőben! (Lugia)
- Pokémon 3. – Az öntudatlan betűi (David)

### Dráma CD
- Allison & Lillia Drama CD I ~Allison to Vil: Another Story~ (Carr Benedict)
- Combination (Shigemitsu Hashiba)
- Mō Hitori no Marionette (Masayuki Jin)
- Ōto Ayakashi Kitan (Masayuki Fujiwara)
- Saiyūki (Sha Gojyo)
- Seiyō Kottō Yōgashiten (Keiichirō Tachibana)
- X Character File 1: Yuzuriha & Sorata (Sorata Arisugawa)
- Xenosaga: Outer File (Gaignun Kukai)